# Galleria Principe di Napoli
A Galleria Principe di Napoli egy nápolyi passzázs. 1870 és 1883 között építették a Nemzeti Múzeum és Piazza Bellini között. 2007 és 2008 között teljes körű felújításon esett át. Egy központi passzázsból illetve három oldalpasszázsból áll, melyeket üvegkupolák fednek. A Galleria Umbertóval ellentétben kevésbé látogatott, emiatt inkább állami, önkormányzati hivatalok foglalják el a helységek nagy részét.